# Full Gear 2021
Full Gear (2021) was een professioneel worstel-pay-per-view (PPV) evenement dat georganiseerd werd door All Elite Wrestling (AEW). Het was 3e editie van Full Gear en vond plaats op 13 november 2021 in het Target Center in Minneapolis, Minnesota.
Het evenement zou oorspronkelijk plaatsvinden op 6 november 2021 in St. Louis, Missouri, maar is echter geschrapt, omdat ze de show niet op dezelfde dag als het MMA-evenement van Ultimate Fighting Championship, UFC 268, wilden organiseren dat plaatsvindt in Madison Square Garden (MSG).

## Matches
| Nr.    | Match | Winnaar(s) | Opmerkingen | Bron |
| ------ | ----- | ---------- | ----------- | ---- |
| N.T.B. |       |            |             |      |